# Henry Gray
Henry Gray (født 1827, død 1861) var en engelsk anatom og kendt for at have tegnet og skrevet det klassiske anatomiske atlas og læreværk Gray's Anatomy (tidligere kaldt Anatomy: Descriptive and Surgical), som fortsat bruges som et referenceværk om menneskets anatomi. Værket er løbende blevet opdateret og udgives stadig.